# Xysticus alsus
Espèce
Xysticus alsus est une espèce d'araignées aranéomorphes de la famille des Thomisidae.

## Distribution
Cette espèce est endémique du Shaanxi en Chine,.

## Publication originale
- Song & Wang, 1994 : Three new species of the family Thomisidae from Shaanxi, China (Araneae). Acta Arachnologica Sinica, vol. 19, p. 46-50.